# Geonoma monospatha
Geonoma monospatha là loài thực vật có hoa thuộc họ Arecaceae. Loài này được de Nevers mô tả khoa học đầu tiên năm 1998.